# Joan Lindsay
Pour les articles homonymes, voir Lindsay.
Joan à Beckett Lindsay, née le 16 novembre 1896 à St Kilda East, dans l'État de Victoria (Australie) et morte le 23 décembre 1984 à Frankston (Victoria, Australie), est une écrivaine, dramaturge et artiste visuelle australienne. Son ouvrage le plus connu, Pique-nique à Hanging Rock, est le seul traduit en français.

## Biographie

### Enfance
Elle est la troisième fille — elle a deux sœurs, Mim et Nancy et un frère, Theyre Jr — du juge Theyre à Beckett Weigall,. Elle est la cousine de Emma Minnie Boyd, une peintre australienne du début du xxe siècle par son père. Sa mère, Ann Sophie Weigall (née Hamilton), une musicienne d'origine irlandaise, élevée à Dublin, est la fille de Robert Hamilton (en), ancien gouverneur de Tasmanie. Lindsay vit ses premières années dans une maison appelée St Margaret's, au 151 Alma Road, à East St Kilda, qu'elle décrit comme « heureuses et sans histoires ».
En 1909, à l'âge de 13 ans, elle est envoyée dans un pensionnat pour parfaire son éducation. Appelé Carhue lors de son entrée, son école devient la Clyde School l'année suivante. L'école finit par déménager à Hanging Rock, cinq ans après la fin de sa scolarité. Au début de ses études supérieures, elle a dans l'idée de devenir architecte mais décide de partir étudier l'art, entrant à l'école au Musée national du Victoria en 1916. Là, elle étudie la peinture sous l'égide de Lindsay Bernard Hall et de Frederick McCubbin.
À son arrivée à Melbourne, elle partage une colocation avec Maie Ryan qui deviendra plus tard baronne. En 1920, elle expose des peintures à l'eau et à l'huile lors de l'exposition « The Neo-Pantechnicists » et à la Société des Artistes de Victoria. Dans le même temps, Casey et elle commencent la rédaction d'un roman, Portrait of Anna, qui ne sera jamais terminé.

### Mariage et premiers écrits
Pendant ses études, elle rencontre Daryl Lindsay, un de ses camarades qu'elle épouse le 14 février 1922 dans le quartier de Marylebone à Londres. C'est aussi à la Saint-Valentin que se déroule son ouvrage le plus connu, Pique-nique à Hanging Rock.
À leur retour en Australie, ils rénovent une ferme à Baxter, la Mulberry House dans laquelle ils vivent jusqu'à la Grande Dépression qui les pousse à déménager dans une maison plus modeste à Bacchus Marsh. Pendant cette période, Lindsay se tourne vers l'écriture et écrit deux pièces, Cataract et Wolf!, cette dernière en collaboration avec deux grands noms du roman policier australien de l'époque, Margot Goyder et Ann Joske. Bien qu'elles n'aient pas été publiées, Wolf! sera montée et présentée sur scène à Swanage en Angleterre en mai 1930.
En 1936, elle publie son premier roman, Through Darkest Pondelayo: An account of the adventures of two English ladies on a cannibal island, sous le pseudonyme de Serena Livingstone-Stanley. Parodie des carnets de voyage très populaires à l'époque, il est considéré par le cousin de Joan Lindsay, Martin Boyd, comme « one of the best collections of malapropisms in the English language (« un des meilleurs recueils de malapropisme de langue anglaise ») ». Elle aide aussi Boyd à écrire le squelette de son roman Nuns in Jeopardy (1940).
Elle contribue aussi à plusieurs magazines australiens, écrivant des articles, des critiques de livres et des nouvelles. En 1928, elle interviewe l'actrice Margaret Bannerman pour The Weekly's Courier, un journal de Victoria. En 1941, elle co-écrit avec son époux, History of the Australian Red Cross. L'année suivante, elle publie un livre de critique littéraire sur l'ouvrage de George Moore, The Age: A Modern of the Nineties. George Moore: literary craftsman.
En 1942, son époux est nommé directeur de la National Gallery of Victoria à Melbourne, ce qui les oblige à déménager dans cette ville jusqu'à la retraite de celui-ci en 1955. Un an plus tard, il est fait chevalier, Joan Lindsay devient donc Lady Lindsay.
Dans Time Without Clocks, un récit semi-autobiographique, elle raconte ses premières années de vie commune, tirant son titre de l'idée que cette période de sa vie est déstructurée et libre ou du fait que Joan Lindsay se décrit aussi comme ayant la capacité d'arrêter les machineries des horloges à son approche. Il est suivi par Facts Soft and Hard, un récit humoristique sur leurs voyages aux États-Unis lorsque Daryl reçut une bourse d'études qui leur permit de faire le tour des collections d'art américaines avec l'aide de la Fondation Carnegie.

### Pique-nique à Hanging Rock
Son roman, Pique-nique à Hanging Rock, publié en 1967, est son best-seller. Elle l'écrit en 4 semaines et fait tourner son intrigue autour du rocher de Hanging Rock, qui la fascine depuis l'enfance. Elle compare son travail à celui de Henry James dans Le Tour d'écrou. C'est une nouvelle historique mais Joan Lindsay la base sur une histoire vraie, bien que son éditeur ait supprimé les informations concernant les vraies protagonistes de l'affaire qu'elle a apposées à la fin de son ouvrage. Ce chapitre final ne sera publié qu'en 1980. Le lycée mentionné dans le roman, l'Appleyard College, ressemble beaucoup à celui où elle suivit sa scolarité adolescente, la Clyde Girls' Grammar School. Ironiquement, ce lycée fut transféré en 1919 à Woodend, une localité à côté d'Hanging Rock. La fin ambiguë de l'histoire suscite un intérêt considérable auprès du public mais aussi des critiques, la comparant à Nathaniel Hawthorne et E. M. Forster.
Le livre devient un film au titre éponyme en 1975, produit par Patricia Lovell, Hal et Jim McElroy et dirigé par Peter Weir. La même année, Penguin Books réédite l'ouvrage, qui se vend alors à 350 000 copies, devenant le deuxième plus grand best-seller australien de la maison d'édition derrière A Fortune Life de AB Facey. Il inspire énormément Sofia Coppola lors du tournage de Virgin Suicides en 1999. Une mini-série australienne basée sur le roman est diffusée en 2018 sur la chaîne Showcase en Australie et Canal+ en France.

### Dernières années
En 1969, elle est victime d'un accident de voiture qui la blesse sévèrement, l'obligeant à plusieurs mois de convalescence. Elle peint énormément dans ses dernières années, louée par le critique d'art Allan McCulloch. En 1972, elle expose lors d'une exposition conjointe avec Lady Casey à la galerie McLelland à Langwarrin. Daryl Lindsay décède le jour de Noël 1976, à l'âge de 86 ans.
L'artiste Rick Armor illustre le roman pour enfants écrit par Joan Lindsay et jamais publié, Syd Sixpence, racontant les aventures d'une pièce de six-pence à visage humain au fond de l'océan, et le fit publier en 1982. Pendant ce temps, Joan Lindsay travaille sur un autre roman, Love at the Billabong, qu'elle ne finira jamais.
Elle meurt d'un cancer de l'estomac à l'hôpital de Frankston à Melbourne le 23 décembre 1984. Elle est incinérée et ses cendres sont enterrées au cimetière de Creswick. Sans descendance, sa maison de Mulberry Hill est donné à l'État australien qui en fait un trésor national. Il est aujourd'hui un musée sur Joan et Daryl Lindsay, mettant en scène des pièces originales et leurs possessions personnelles.

## Œuvres

### Romans
- Through Darkest Pondelayo (1936)
- Time Without Clocks (1962)
- Facts Soft and Hard (1964)
- Picnic at Hanging Rock (1967)

- Syd Sixpence (1982)

### Nouvelles
- Holiday (1923)
- Yellow Roses (1924)
- The Awakening (1924)
- Good with Cats (1980)

### Écrits non-publiés

#### Pièces de théâtre
- Wolf! (1930)
- Spring Tangle (1935)
- Cataract (1940)
- My Kingdom for Chocolate Blancmange! A tragedy in fifty thousand acts. With apologies to William Shakespeare, Thornton Wilder and some very fine artists (1948)
- Floreat Anglesea (1950)
- This Modern Art (1951)

#### Nouvelles et mémoires
- Love at the Billabong (1978)
- Alma Road (1979)
- Love and Information (1982)